# Kalli Gerhards
Karl-Alwin „Kalli“ Gerhards (* 24. Juli 1955 in Montabaur) ist ein deutscher Jazzmusiker (Kontrabass, E-Bass) und Autor.

## Leben und Wirken
Gerhards spielte zunächst in Beat- und Rockbands, bevor er in den 1970er Jahren an der Jazzschule München bei Adelhard Roidinger und Hans Rettenbacher studierte. Dann nahm er am „Modellversuch Popularmusik“ der Musikhochschule Hamburg teil; später spielte er im Musical Cats. Ab 1983 begleitete er Torsten Zwingenberger, mit dem er auch mehrere Aufnahmen veröffentlichte.
1990 zog Gerhards mit seiner Frau nach Zürich. Er war mehrere Jahre der Bassist des Zurich Jazz Orchestra. Weiterhin arbeitete er mit Benny Bailey, Buddy Tate, Marion Brown, Thomas Moeckel, Charly Antolini, Plas Johnson, Gene Mighty Fly Conners und Karl Ratzer. Zweimal wurde er mit dem Swiss Jazz Award ausgezeichnet. Er ist auch auf Alben von Nils Gessinger, Harry Edison, Kurt Weil, Gabriela Krapf, Pius Baumgartner, Robi Weber und dem Swiss Swing Orchestra zu hören.
Gerhards verfasste zudem die Bücher Astor Piazzolla: Libertangos (Tropical Music) und Macintosh und Musik (Smartbooks Verlag).

## Lexikalischer Eintrag
- Jürgen Wölfer Jazz in Deutschland. Das Lexikon. Alle Musiker und Plattenfirmen von 1920 bis heute. Hannibal Verlag, St. Höfen 2008; ISBN 978-3-85445-274-4